# Kitchener-Waterloo Titans
I Kitchener-Waterloo Titans sono una società di pallacanestro canadese con sede a Kitchener, nell'Ontario.
Nacquero nel 2016 per partecipare al campionato della NBL Canada.

## Stagioni
| Stagione | Lega       | Denominazione             | V  | P  | %    | Piazzamento | Play-off               |
| -------- | ---------- | ------------------------- | -- | -- | ---- | ----------- | ---------------------- |
| 2016-17  | NBL Canada | Kitchener-Waterloo Titans | 18 | 22 | 45,0 | 3º          | Semifinali di division |
| 2017-18  | NBL Canada | Kitchener-Waterloo Titans | 8  | 32 | 20,0 | 5º          | -                      |
| 2018-19  | NBL Canada | Kitchener-Waterloo Titans | 19 | 21 | 47,5 | 4º          | Finale di division     |
| 2019-20  | NBL Canada | Kitchener-Waterloo Titans | 9  | 16 | 36,0 | 4º          | stagione interrotta    |
| 2021-22  | NBL Canada | Kitchener-Waterloo Titans | 12 | 12 | 50,0 | 2º          | Finale NBL Canada      |